# Lambert Maria Wintersberger
Lambert Maria Wintersberger (* 23. April 1941 in München; † 28. Oktober 2013 in Walbourg) war ein deutscher Maler. Gemeinsam mit Markus Lüpertz, Karl Horst Hödicke, Bernd Koberling gründete er die Gruppe Großgörschen 35 in Berlin. Sie gilt als eine der ersten so genannten „Produzentengalerien“ und hatte Modellcharakter. Wintersberger wurde für seine German Pop Art Gemälde, die Verletzungen thematisieren, bekannt.

## Leben und Werk
Wintersberger begann 1958 als Dekorations-, Kirchen- und Glasmaler sowie Mosaikbildner. Er studierte an der Akademie der Bildenden Künste München. Ab 1961 bis 1964 besuchte er die Accademia di Belle Arti in Florenz. In den darauffolgenden Jahren bis 1968 war er als freischaffender Künstler in Berlin tätig und gehörte dort der Gruppe Großgörschen 35 an. Zwischen 1966 und 1990 nahm Wintersberger als ordentliches Mitglied insgesamt elfmal an den jährlichen Ausstellungen des Deutschen Künstlerbundes teil.
Von 1974 bis 1977 übernahm er einen Lehrauftrag an der Kunstakademie Düsseldorf.
Er war mit der ehemaligen Beuysschülerin Dolores Wyss verheiratet. 

## Auszeichnungen
- 1968 erhielt er den Burda-Preis für Malerei in München.
- 1970 erhielt er den Preis für Malerei auf der 6. Biennale von Paris.
- 1992 wurde ihm der Preis des Centre Européen d'Actions Artistique Contemporaines (CEAAC) in Straßburg verliehen.

## Bilder in öffentlichen Sammlungen

### In Deutschland
- Bonn:  Kunstmuseum
- Dortmund:  Museum am Ostwall
- Düren:  Leopold-Hoesch-Museum
- Düsseldorf:  Kunstmuseum Düsseldorf
- Frankfurt:   Städel Museum
- Frankfurt:  Sammlung Deutsche Bank
- Hannover:  Sammlung Sprengel
- Künzelsau:  Sammlung Würth
- Mülheim/Ruhr:  Kunstmuseum Mülheim
- Recklinghausen Kunsthalle Recklinghausen
- Stuttgart:  Staatsgalerie Stuttgart
- Stuttgart:     Kunstmuseum Stuttgart
- Stuttgart:  Daimler Art Collection
- Wolfsburg:  Städtische Galerie Wolfsburg
- Zell a.H.:  Museum Villa Haiss

### In Belgien
- Gent:  Stedelijk Museum voor Actuele Kunst

in Holland
- Utrecht:  Centraal Museum Utrecht

### In Australien
- Sydney:  Art Gallery of New South Wales

## Ausstellungen (Auswahl)
- 1965 Großgörschen 35, Berlin
- 1966 Große Kunstausstellung, Haus der Kunst, München
- 1967 Neuer Realismus, Haus am Waldsee, Berlin
- 1967 Figurationen, Württembergischer Kunstverein Stuttgart
- 1968 Akt 68, Kunsthalle Recklinghausen
- 1968 Frühjahrsausstellung, Kunstverein Hannover
- 1969 Heute - Kunst in Deutschland, Kunsthalle Köln
- 1969 40 Deutsche unter 40, Museum Oslo
- 1969 Wilhelm-Morgner-Preis für experimentelle Kunst 1969, Soest
- 1969 6. Biennale der Jugend, Paris
- 1970 Kunstverein Kassel (mit Joachim Bandau)
- 1971 11. Biennale, São Paulo
- 1972 Szene Rhein-Ruhr, Gruga-Hallen, Essen
- 1976 Kunstverein Braunschweig (solo)
- 1978 Leopold-Hoesch-Museum, Düren (solo)
- 1982 Große Kunstausstellung, Haus der Kunst, München
- 1985 Badischer Kunstverein, Karlsruhe (solo)
- 1985 Kunsthalle Wilhelmshaven (solo)
- 1985 1945–1985: Kunst in der Bundesrepublik Deutschland, Nationalgalerie (Berlin)
- 1993 175 Jahre Badischer Kunstverein – Kunst der 90er Jahre, Badischer Kunstverein, Karlsruhe
- 2008 Stadthalle Kehl, Kehl am Rhein (solo)
- 2011 Forum Würth, Arlesheim (solo)
- 2014 Großgörschen 35, Haus am Kleistpark, Berlin
- 2014 Retrospektive, Museum Villa Haiss, Zell am Harmersbach (solo)
- 2014 GERMAN POP, Schirn Kunsthalle Frankfurt
- 2018 FIRST SELECTION, e.artis contemporary, Chemnitz